# Renzo Castagnini
Renzo Castagnini (Reggello, 14 novembre 1956) è un dirigente sportivo ed ex calciatore italiano, di ruolo mediano e libero, direttore sportivo del Frosinone.

## Carriera

### Giocatore
Ha iniziato la carriera indossando le maglie di Figline (Serie D), Massese (Serie C). Nel 1977 è ingaggiato dal Taranto, con cui esordisce in Serie B disputando 15 partite nella stagione 1977-1978, prima di tornare in Serie C1 con le maglie di Lucchese e Catania. Resta in Sicilia tre stagioni, conquistando la promozione in Serie B nel campionato 1979-1980, prima di tornare un'annata al Taranto dove questa volta gioca titolare in Serie C1.
Nel 1983 torna brevemente in serie cadetta alla Cavese, da riserva, poi si trasferisce in autunno al Prato in C1. Nella stagione 1984-1985 va al Barletta in Serie C, dove resta tre stagioni indossando la fascia di capitano, ottenendo la sua seconda promozione in serie B nel 1987; Castagnini non segue i pugliesi in Serie B, passando al Cosenza in Serie C. In Calabria resta tre anni conquistando una nuova promozione nella prima stagione, prima di chiudere la carriera da calciatore in Serie C2 vestendo la maglia del Livorno.
Ha totalizzato 124 presenze in Serie B, 3 gol (uno nel Catania, 2 nel Cosenza).

### Dirigente
È stato direttore sportivo di Salernitana (promossa in Serie B nel 1994), Catania, Cosenza, Genoa, Vicenza, Piacenza, con cui rescinde a maggio 2008. Dal 2008 a maggio 2010 è responsabile degli osservatori e del settore giovanile della Juventus. A luglio 2010 torna a lavorare col Cosenza da direttore generale. A gennaio, per problemi societari, si dimette assieme ad allenatore e team manager.
Il 18 maggio 2011 diventa direttore sportivo del Barletta, lasciando l'incarico il 18 dicembre successivo per motivi familiari.
Da febbraio 2015 a dicembre 2017 è direttore sportivo del Brescia Calcio.
Il 3 agosto 2019 diventa il direttore sportivo del Palermo riportandolo in Serie B nel 2022.  Il 27 luglio 2022, a quattro giorni dal debutto stagionale in Coppa Italia e a poche settimane dall’inizio del campionato di Serie B, a sorpresa Castagnini e il tecnico Silvio Baldini si dimettono per divergenze con la nuova proprietà del Palermo.
Il 31 ottobre 2022 firma un contratto fino al 30 giugno 2024 con il Perugia, che rescinde consensualmente il 5 giugno 2023, dopo la retrocessione in C.
Il giorno seguente viene ufficializzato il ritorno al Brescia dopo quasi 6 anni. Ricoprirà lo stesso ruolo.
Il 2 luglio 2025 viene nominato ufficialmente nuovo direttore sportivo del Frosinone in Serie B.

## Palmarès

### Club

#### Competizioni nazionali
- Serie C1: 2

Catania: 1979-1980
Cosenza: 1987-1988